# Canal d'Oranje
Le Canal d'Oranje (en néerlandais Oranjekanaal) est un canal néerlandais de Drenthe.

## Géographie

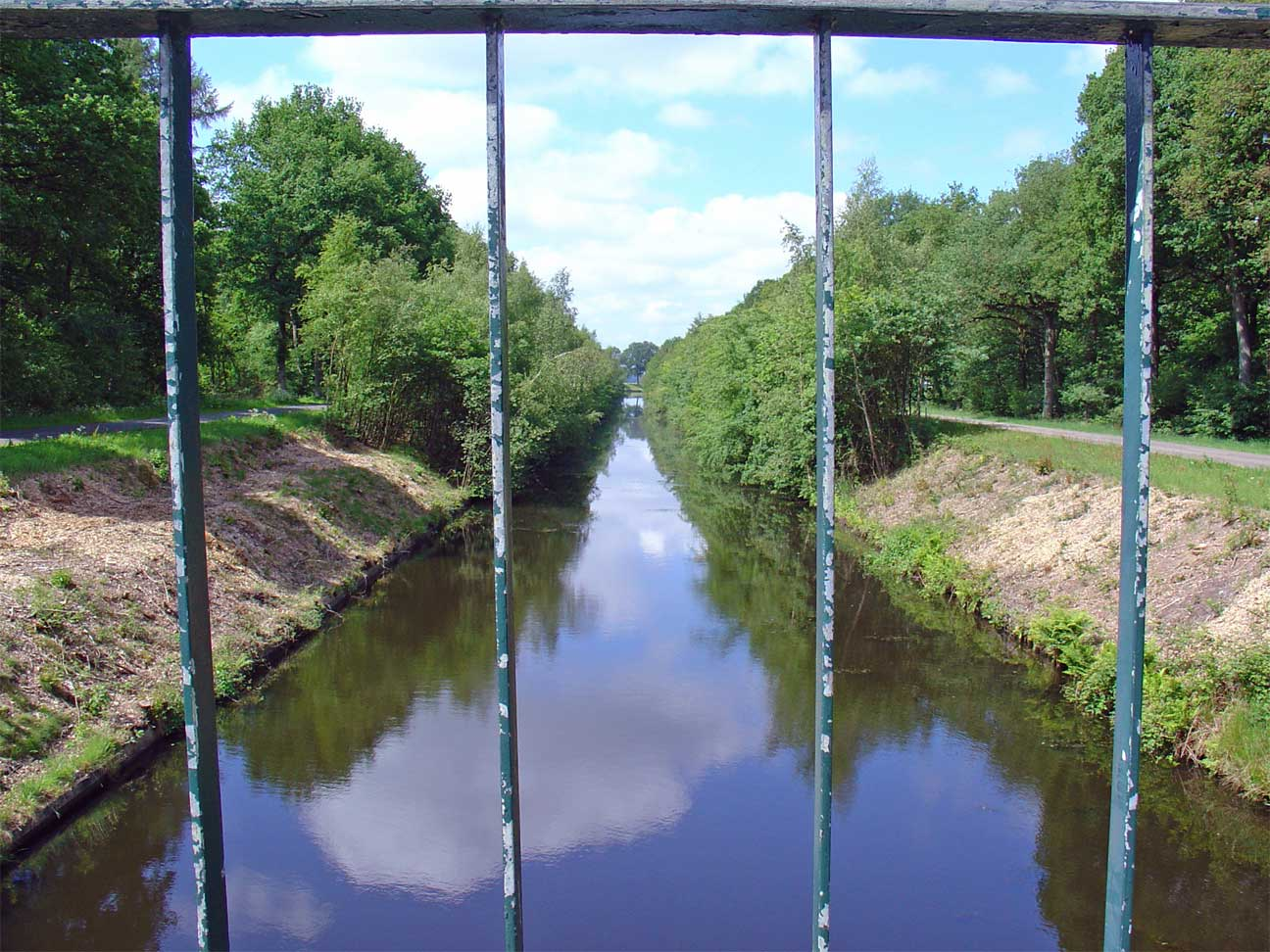
Le Canal d'Oranje près de Schoonoord

Le Canal d'Oranje relie le Drentsche Hoofdvaart près de Hoogersmilde au Canal Van Echteren près de Klazienaveen. Il traverse la province du nord-ouest au sud-est. Il a une longueur de 48 km. Entre les deux extrémités du canal il y a une dénivellation d'environ 7 mètres. Par conséquent, quatre écluses ont été construites dans le canal, dont 3 existent toujours de nos jours.
Le canal a deux branches en impasse, le Borgerzijtak et l'Odoornerzijtak. Le tronçon au sud d'Emmen est également appelé Bladderswijk.
Sur le canal sont situés les villages d'Oranje (dont le canal a emprunté le nom), Hijken, Orvelte, Wezuperbrug, Schoonoord, Odoornerveen, 't Haantje, Westenesch et la ville de Emmen.

## Histoire
Le canal a été construit entre 1853 et 1861 pour désenclaver la région de tourbière située à l'ouest d'Odoorn et celle des Bargervenen à l'est d'Emmen.
Le Borgerzijtak et l'Odoornerzijtak ont été creusés dans le but de relier le Canal d'Oranje à deux autres canaux, le Canal de Buinen à Schoonoord et le Canal de Weerdinge. Toutefois, ces liaisons n'ont jamais été complètement réalisées, parce qu'on craignent la fuite des eaux du canal vers la région à l'est du Hondsrug, de plus basse altitude. Le coût élevé des écluses nécessaires à maîtriser la répartition des eaux a fait que ce projet a été abandonné.

## Navigation
Le nombre de bateaux empruntant le Canal d'Oranje était inférieur aux prévisions. Après la Seconde Guerre mondiale, la propriété du canal passait à l'état néerlandais, car les coûts de maintenance devenaient trop lourds pour la DVMKM, la compagnie privée de l'exploitation des canaux de Drenthe. De nos jours, le canal appartient à la province de Drenthe.
En 1976, le canal a été déclassé. Depuis cette date, il n'y a plus de navigation professionnelle sur le canal.

## Source
- (nl) Cet article est partiellement ou en totalité issu de l’article de Wikipédia en néerlandais intitulé « Oranjekanaal » (voir la liste des auteurs).